# Сизов, Леонид Георгиевич
Леони́д Гео́ргиевич Сизо́в (4 ноября 1931 года — 16 декабря 2005 года) — советский и российский государственный и партийный деятель. Первый заместитель министра внутренних дел СССР. Генерал-лейтенант внутренней службы.
Занимался вопросами развития Красноярска около 40 лет, пройдя путь от слесаря по ремонту двигателей, до второго секретаря Красноярского краевого комитета КПСС.

## Биография
Родился 4 ноября 1931 года в Красноярске в семье служащих.
В 1949 году с отличием окончил среднюю школу № 10.
В 1954 году окончил Сибирский лесотехнический институт.
С 1951 года — освобождённый секретарь комитета ВЛКСМ Сибирского лесотехнического института.
С 1954 года — второй секретарь Красноярского городского комитета ВЛКСМ.
С 1956 года — первый секретарь Красноярского городского комитета ВЛКСМ.
С 1961 года — заведующий промышленно-транспортным отделом Красноярского городского комитета КПСС.
С 1963 года — второй секретарь Красноярского городского комитета КПСС.
С 1971 года — председатель Красноярского городского совета.
С 1972 года — второй секретарь Красноярского краевого комитета КПСС.
С 1986 года — первый заместитель министра внутренних дел СССР.
14 сентября 1991 года вышел на пенсию и стал заниматься литературной деятельностью.
Скончался 16 декабря 2005 года. Похоронен на Троекуровском кладбище г. Москвы.

## Награды
- «Орден Октябрьской Революции» (в числе немногих награждён дважды).
- «Орден Трудового Красного Знамени» (два)
- «Орден Знак Почёта»
- «Почётный гражданин Красноярска» (1999)